# Diego González Torres
Diego Abraham González Torres (Rancagua, Región del Libertador Bernardo O'Higgins, Chile, 29 de abril de 1998) es un futbolista chileno que juega como defensa actualmente en Deportes Santa Cruz de la Primera B de Chile. Es hermano de Moisés González Torres.

## Trayectoria
Diego González se formó en las divisiones inferiores de O'Higgins desde los 13 años jugando por casi todas las series juveniles del club también participando en juveniles de la Selección Chilena, debido a su gran capacidad para jugar en 2016 Cristián Arán lo integra al primer equipo. Debutó en el fútbol profesional en un partido contra Santiago Wanderers por la final de la Liguilla Pre-Sudamericana 2016 ingresando por Gastón Lezcano con triunfo para O'Higgins por 1-0.
González ha sido Sparring en la selección absoluta y en varias oportunidades en nóminas para selecciones sub-17 para jugar partidos amistosos y sudamericanos.

## Selección nacional
Van casi tres años desde la primera vez que Diego cruzó las puertas del Complejo Deportivo Juan Pinto Durán. Sus grandes condiciones lo llevaron a disputar el Sudamericano de la categoría que se disputó en Paraguay, donde no solo era titular indiscutido, sino que cargaba con la gran responsabilidad de ser capitán del equipo. Lamentablemente, los buenos resultados no acompañaron al grupo que dirigía el trasandino Alfredo Grelak, por lo que en su reemplazo llega Miguel Ponce.
Con la llegada de Ponce a la “Rojita” le significó a González trabajar el doble, pues en las primeras citaciones el defensa no aparecía. Avanzado el tiempo, el cadete volvió a ser convocado por el entrenador nacional. Con sus compañeros en O'Higgins Luis Ureta y Hugo Herrera participaron en la Copa Mundial de Fútbol Sub-17 de 2015 en Chile.
| Campeonato          | Sede     | Año  | PJ | Goles |
| ------------------- | -------- | ---- | -- | ----- |
| Mundial Sub-17      | Chile    | 2015 | 4  | 0     |
| Sudamericano Sub-17 | Paraguay | 2015 | 3  | 0     |

## Estadísticas

### Clubes
| Club                               | Div              | Temporada        | Liga  | Liga  | Copas nacionales(1) | Copas nacionales(1) | Torneos internacionales(2) | Torneos internacionales(2) | Total | Total |
| Club                               | Div              | Temporada        | Part. | Goles | Part.               | Goles               | Part.                      | Goles                      | Part. | Goles |
| ---------------------------------- | ---------------- | ---------------- | ----- | ----- | ------------------- | ------------------- | -------------------------- | -------------------------- | ----- | ----- |
| O'Higgins · Chile                  | 1.ª              | 2015-16          | 1     | 0     | 0                   | 0                   | -                          | -                          | 1     | 0     |
| O'Higgins · Chile                  | 1.ª              | 2016-17          | 0     | 0     | 0                   | 0                   | -                          | -                          | 0     | 0     |
| Palmeiras · Brasil                 | 1.ª              | 2017             | 0     | 0     | 0                   | 0                   | -                          | -                          | 0     | 0     |
| Palmeiras · Brasil                 | Total club       | Total club       | 0     | 0     | 0                   | 0                   | 0                          | 0                          | 0     | 0     |
| O'Higgins · Chile                  | 1.ª              | 2018             | 2     | 0     | 0                   | 0                   | -                          | -                          | 2     | 0     |
| Rangers · Chile                    | 2.ª              | 2019             | 19    | 2     | 3                   | 0                   | -                          | -                          | 22    | 2     |
| Rangers · Chile                    | Total club       | Total club       | 19    | 2     | 3                   | 0                   | 0                          | 0                          | 22    | 2     |
| O'Higgins · Chile                  | 1.ª              | 2020             | 26    | 0     | 0                   | 0                   | -                          | -                          | 26    | 0     |
| O'Higgins · Chile                  | 1.ª              | 2021             | 9     | 0     | 2                   | 0                   | -                          | -                          | 11    | 0     |
| O'Higgins · Chile                  | 1.ª              | 2022             | 5     | 0     | 2                   | 0                   | -                          | -                          | 7     | 0     |
| O'Higgins · Chile                  | 1.ª              | 2023             | 17    | 1     | 3                   | 0                   | —                          | —                          | 20    | 1     |
| O'Higgins · Chile                  | Total club       | Total club       | 60    | 1     | 6                   | 0                   | 0                          | 0                          | 66    | 1     |
| Cobreloa · Chile                   | 1.ª              | 2024             | 10    | 0     | 0                   | 0                   | —                          | —                          | 0     | 0     |
| Cobreloa · Chile                   | Total club       | Total club       | 10    | 0     | 0                   | 0                   | 0                          | 0                          | 0     | 0     |
| Total en carrera                   | Total en carrera | Total en carrera | 89    | 3     | 9                   | 0                   | 0                          | 0                          | 88    | 3     |
| (1)Incluye datos de la Copa Chile. |                  |                  |       |       |                     |                     |                            |                            |       |       |